# 조지 P. 부시
조지 프레스콧 부시(영어: George Prescott Bush, 1976년 4월 24일~)는 2015년부터 2023년까지 텍사스주 법무장관을 역임한 미국의 정치인이자 변호사이다. 2022년 텍사스주 법무장관 선거에 출마할 공화당 후보자 선출을 위한 예비 선거에서, 켄 팩스턴에 패배하였다.
부시 가문의 4대째 선출직 공무원인 그는 젭 부시 전 플로리다 주지사의 장남이며, 43대 대통령 조지 W. 부시의 조카이며, 41대 대통령 조지 H. W. 부시의 손자이며, 전 미국 상원의원 프레스콧 부시의 증손자이다.